# مدعی تاج‌وتخت
مدعی تاج‌وتخت به کسی گفته می‌شود بر منصبی نظیر پادشاهی و فرمانروایی ادعا دارد.
مدعی تاج‌وتخت خود را محق و شایستهٔ یک موقعیت، افتخار، یا رتبه و مرتبه‌ای می‌داند، که ممکن است زمانی تحت عنوان وظیفه یا مسئولیت (معمولاً و بیشتر به رسمیت شناخته‌شده) دارا بوده، یا ممکن است که قدرت او در حال حاضر توسط شخص یا مقام دیگری اعمال می‌شود. در اکثر موارد، این اصطلاح به یک شاه یا فرمانروای سابق، یا فرزند او، اشاره دارد که تاج و تختش اشغال یا توسط یک رقیب ادعا شده یا منسوخ گردیده‌است.